# Энрике II
Энрике II Кастильский (исп. Enrique II de Castilla; 13 января 1334, Севилья — 29 мая 1379, Санто-Доминго-де-ла-Кальсада, Риоха) — король Кастилии и Леона с 23 марта 1369 года. Старший незаконнорождённый сын короля Кастилии Альфонса XI и его любовницы Леонор де Гусман. В литературе (например, «Белый отряд» Конан-Дойля) также называется «Генрихом Трастамарским».

## Биография
От отца получил титул графа Трастамарского. В 1350 году женился на дочери сеньора Вильены Хуана Мануэля (который был и первым тестем отца Энрике) — Хуане Мануэль де Вильена.
Неоднократно восставал против единокровного брата, короля Кастилии Педро I Жестокого, казнившего его мать Леонору Гусман. Поначалу Энрике преследовали неудачи. Некоторых успехов добился в 1366 году, когда сумел с помощью гасконских и французских наемников захватить Бривиеску, Бургос, Севилью и Толедо.
5 мая 1366 года Энрике был коронован в Бургосе. Однако в ноябре того же года Энрике не смог взять галисийскую крепость Луго, а 3 апреля 1367 года был разбит при Нахере Педро Жестоким, который заручился поддержкой английской армии во главе с Эдуардом Чёрным Принцем. После этого поражения он скрывался в Пиренеях. Но вскоре Педро не смог расплатиться с англичанами и лишился их помощи. Воспользовавшись этим, Энрике разгромил соперника в битве при Монтьеле (22 марта 1369 года), после которой Педро был убит. Французский хронист Жан Фруассар так повествует об этом:

Как только король Энрике вошел в спальню, где находился дон Педро, то сказал: «Где этот сын еврейской шлюхи, что называет себя королем Кастилии?». Дон Педро, который был таким же смелым, как и жестоким, выступил вперед и сказал: «Так же как ты сын шлюхи, я — сын Альфонсо». Сказав это, он схватил своими руками короля Энрике и начал с ним бороться и, будучи сильнее, он подмял его под себя на обарду, или, как ее называют по-французски, на шелковое стеганое покрывало или одеяло. Схватившись рукой за кинжал, он бы непременно его убил, если бы не присутствовавший здесь виконт де Рокаберти, который, схватив дона Педро за ногу, перевернул его, благодаря чему король Энрике оказался наверху. Он немедленно извлек свой длинный кинжал, который носил за поясом, и вонзил его в тело дона Педро. Сопровождавшие короля люди вошли в шатер и помогли ему покончить с доном. (…) Те, кто убили его, оставили тело три дня без погребения, что очень печально с точки зрения гуманности, а испанцы над ним смеялись.
Тем не менее, эта победа не принесла Энрике II окончательного утверждения на кастильском троне. Против него создали коалицию король Португалии Фернанду I Красивый и Джон Гонт, герцог Ланкастерский (Фердинандовы войны).
Первая война с ними (1369—1371 годы) велась пассивно и закончилась помолвкой между Фернанду I и дочерью Энрике II Леонорой. В ходе второй войны (1373 год) Энрике разгромил войска союзников и осадил Лиссабон. Фернанду I был вынужден подписать унизительный мир. В дальнейшем Энрике II успешно боролся с оппозицией среди кастильского дворянства, но добился этого ценой ослабления центральной власти, так как раздал много земельных владений своим сторонникам.

## Брак и дети
27 июля 1350 года Энрике женился на Хуане Мануэль де Вильена (1339—1381), дочери Хуана Мануэля, принца и герцога де Вильена (1282—1348), и Бланки Нуньес де Лара (1311—1347). У супругов было трое детей:
- Хуан I де Кастилия (1358—1390), король Кастилии и Леона (1379—1390);
- Элеонора Кастильская (1362—1415), жена короля Наварры Карла III;
- Хуана Кастильская (1367—1374), умерла в детстве.

Также у него было несколько детей, рожденных вне брака, некоторых из которых он упомянул в своем завещании от 29 мая 1374 года:
- Альфонсо Энрикес Кастильский, граф де Хихон и Норенья (1355 — ок. 1400), сын Эльвиры Иньигес. Был женат на Изабелле Португальской, сеньоре де Визеу
- Леонор Кастильская[исп.] (ум. ок. 1413), дочь Леонор Альварес из Дуэньяса
- Хуана Кастильская (1367 — ?), дочь Эльвиры Иньигес.
- Констанция Кастильская, жена Жуана Португальского (1349—1397)
- Фернандо Энрикес Кастильская (1365—1438), сын Беатрисы Фернандес
- Мария Кастильская[исп.] (1375 — ок. 1393), дочь Беатрисы Фернандес. Муж — Диего Уртадо де Мендоса, адмирал Кастилии и сеньор де Мендоса (1367—1404)
- Фадрике Энрикес Кастильский (1360—1394), 1-й герцог де Бенавенте, сын Беатрис Понсе де Леон и Херика. Был женат на Леонор Санчес де Кастилия, внебрачной дочери Санчо Альфонсо, 1-го графа Альбуркерке
- Беатриса Кастильская[исп.] (? — 1409), дочь Беатрис Понсе де Леон и Херика. Муж — Хуан Алонсо де Гусман, 1-й граф де Ньебла (1342—1396)
- Энрике Кастильский[исп.] (1378—1404), сын Хуаны де Соуза, дочери Васко Альфонсо де Соуза, майора Кордовы, и Марии Гомес Каррильо
- Педро Энрикес де Кастилия (? — 1366)
- Изабелла Энрикес Кастильская[исп.] (? — ок. 1419), дочь Хуаны де Каркамо. Муж — Гонсало Нуньес де Гусман (1334—1404), магистр Ордена Калатравы и Ордена Алькантары
- Инес Энрикес Кастильская[исп.] (? — ок. 1443), дочь Хуаны де Каркамо, аббатиса в монастыре Санта-Калара в Толедо
- Хуана Энрикес Кастильская, дочь Хуаны, сеньоры де Сифуэнтес, жена Диниша, сеньора де Сифуэнтеса (1354—1397), сына короля Педру I Португальского и Инес де Кастро.